# NEWSru.com
NEWSru.com (ehemals NTVRU.com) war eine russische Nachrichtenwebsite, die von 2000 bis 2021 aktiv war. Der israelische Ableger NEWSru.co.il existiert weiterhin.

## Geschichte
Ursprünglich war die Seite der Internetauftritt des russischen Fernsehsenders NTW unter der Adresse ntv.ru. In seiner heutigen Form besteht sie seit August 2000, als die thematische Ausrichtung von der Information über den Sender NTW zur Veröffentlichung von Nachrichten wechselte. Betreiber der Seite war (ehemals im Auftrag von NTW) die Firma Memonet, die zur Media-Most-Holding gehörte.
Als im April 2001 der Fernsehsender NTW unter fragwürdigen Umständen von der staatlichen Gasprom-Media AG übernommen wurde, blieb dessen Internetseite im Besitz von Wladimir Gussinski, bis dahin Eigentümer von NTW, da sie juristisch nicht zum Fernsehsender gehörte. Im Oktober 2002 änderte die Seite ihren Namen und ihre Adresse von ntvru.com zu newsru.com. Die Adresse ntv.ru wurde dem Fernsehsender zur Nutzung überlassen.

## Redaktion und Ableger im Ausland
Die Hauptredaktion von NEWSru.com hat ihren Sitz in Moskau. Seit Dezember 2005 gibt es darüber hinaus eine Vertretung in Israel. Diese berichtet auf der Seite newsru.co.il in russischer Sprache über Ereignisse in Israel, Russland und weltweit. Im April 2007 wurde eine Außenstelle in der Ukraine eingerichtet. Diese veröffentlichte auf der Seite newsru.ua internationale und ukrainische Nachrichten in russischer und ukrainischer Sprache. Nach knapp zehn Jahren, im Februar 2017, wurde die ukrainische Seite wieder eingestellt. Der Grund dafür ist nicht bekannt.
Am 31. Mai 2021 hat NEWSru.com seine Tätigkeit eingestellt, nach eigenen Angaben aus wirtschaftlichen Gründen. Das Archiv der Nachrichten bleibt online verfügbar.
Die israelische Seite ist weiterhin in Betrieb.

## Politische Ausrichtung
Im Gegensatz zu vielen anderen Medien in Russland stand die Seite nicht unter direktem oder indirektem Einfluss des Kreml. Um sich vor dem Zugriff staatlicher Organe zu schützen, sind alle Inhalte auf einem Server in den USA gespeichert.